# Sudecka Brygada WOP
 Sudecka Brygada Wojsk Ochrony Pogranicza (SBWOP) – zlikwidowana brygada w strukturze organizacyjnej Wojsk Ochrony Pogranicza pełniącą służbę na granicy polsko-czechosłowackiej.

## Formowanie i zmiany organizacyjne
Sformowana 1 stycznia 1958 na bazie 5 Brygady WOP na podstawie zarządzenia MSW nr 075/58 z 22 kwietnia 1958. Sztab brygady stacjonował w Kłodzku. W 1961 dowództwo posiadało kryptonim Skała.
Rozkazem organizacyjnym dowódcy WOP nr 088 z 9 lipca 1964 rozformowano strażnicę WOP III kategorii Brzozowice i Zieleniec o stanach 48 wojskowych i kategorii IV Lesica o stanie 28 wojskowych. W ich miejscu sformowano placówki WOP II kategorii Zieleniec i Lesica o stanie 6 wojskowych.

W 1962 wprowadzono nowy plan mobilizacyjny PM–62. Zakładał on na wypadek wojny znaczne rozwinięcie jednostki. Zgodnie z etatem czasu „P”, na dzień 1 lipca 1965 Brygada liczyła 1574 żołnierzy, a etat czasu „W” przewidywał 3518 żołnierzy. W ramach zadań mobilizacyjnych jednostka formowała 7 Brygadę WSW Armii.
Rozformowana w lipcu 1989. Na jej bazie powstał Sudecki batalion WOP.
Zarządzeniem nr 012 Komendanta Głównego Straży Granicznej z 7 maja 1991 w sprawie rozwiązania jednostek WOP oraz utworzenia jednostek organizacyjnych Straży Granicznej Minister Spraw Wewnętrznych polecił z dniem 16 maja 1991 rozwiązać Sudecką Brygadę WOP w Kłodzku istniejącą według etatu nr 44/094 o stanie osobowym na okres „W” 1438 żołnierzy i 53 pracowników cywilnych oraz na okres „P” 1026 żołnierzy i 54 pracowników cywilnych. Na jej bazie powstał oddział Straży Granicznej: Sudecki Oddział Straży Granicznej w Kłodzku. Oddziałowi została przydzielona nazwa związana z regionem, w którym działał.
Zarządzeniem nr 012 Komendanta Głównego Straży Granicznej z 7 maja 1991 w sprawie rozwiązania jednostek WOP oraz utworzenia jednostek organizacyjnych Straży Granicznej Minister Spraw Wewnętrznych polecił z dniem 16 maja 1991 rozwiązać Ośrodek Wczasów WOP w Dusznikach Zdroju istniejący według etatu nr 44/018 o stanie osobowym na okres „P” 1 żołnierz.

## Skład organizacyjny
- Dowództwo, sztab i pododdziały dowodzenia[7]
- 52 batalion WOP
- 53 batalion WOP
- 54 batalion WOP
- Graniczne placówki kontrolne (GPK):
  - Międzylesie
  - Kudowa-Słone.

## Wydarzenia
- 13 grudnia 1981–22 lipca 1983 – (stan wojenny w Polsce), cały wysiłek służb przede wszystkim strażnic i GPK, skierowano na ochronę granicy oraz utrzymanie porządku i bezpieczeństwa w strefie nadgranicznej, współpracując ściśle z organami milicji i Służby Bezpieczeństwa. W strażnicach normę służby granicznej dla żołnierzy podwyższono z 8 do 12 godzin na dobę. Po wprowadzeniu ograniczeń w ruchu granicznym część niewykorzystanej kadry GPK przerzucono do strażnic w celu wspomożenia bezpośredniej ochrony granicy. Patrole wysyłane w teren zostały wzmocnione. Wyeliminowano służby składające się z jednego żołnierza. Ścisłą kontrolą objęto całą strefę nadgraniczną, sięgając niekiedy głębiej. Niektóre szlaki turystyczne zostały zamknięte, a ruch w strefie nadgranicznej został znacznie ograniczony. W stan gotowości były postawione wszystkie pododdziały odwodowe. Dla umocnienia bezpieczeństwa w strefie nadgranicznej organizowano stałe akcje penetracyjne terenu przez wszystkie służby, zwłaszcza lotne patrole na motocyklach lub samochodach osobowo-terenowych. Mimo utrudnionych warunków nie zaprzestano współpracy z ludnością pogranicza[8].

## Sąsiednie brygady
- Górnośląska Brygada WOP ⇔ Łużycka Brygada WOP – 1.01.1958–07.1989

## Oficerowie brygady
Dowódcy brygady
- ppłk Bronisław Wąsowski
- płk Edward Suchy
- płk Franciszek Wojciechowski
- gen. bryg. Józef Rudawski (1979–1987).

Kierownicy sekcji KRG
- ppłk Paweł Gawdun
- ppłk Stanisław Kopczyk
- ppłk Hołda
- ppłk Ryszard Machowski
- kpt. Andrzej Machlowski.

## Przekształcenia
11 Oddział Ochrony Pogranicza → 11 Wrocławski Oddział WOP → 23 Brygada Ochrony Pogranicza → 5 Brygada WOP → 5 Sudecka Brygada WOP → Sudecka Brygada WOP → Sudecki Batalion WOP

## Upamiętnienie
Z okazji osiemdziesiątej rocznicy powołania Wojsk Ochrony Pogranicza (10 czerwca 1945), 17 czerwca 2025 przed bramą byłych koszar WOP w Kłodzku uroczyście odsłonięto pamiątkową tablicę. Uczyniono to w obecności m.in. przedstawicieli lokalnych władz samorządowych, formacji mundurowych, byłych żołnierzy i pracowników tej brygady. Przemówienie okolicznościowe, traktujące o losach brygady, wygłosił przewodniczący Komitetu Organizacyjnego Budowy Tablicy 80-lecia ppłk Zbigniew Hnatiuk, samego zaś odsłonięcia wspomnianej tablicy dokonali starostka kłodzka Małgorzata Jędrzejewska-Skrzypczyk, wójt gminy Kłodzko Zbigniew Tur oraz burmistrz miasta Kłodzka Michał Piszko. Podczas wydarzenia, w uznaniu zasług poniesionych na rzecz rozwoju funkcjonowania Związku Żołnierzy Wojska Polskiego przyznano odznaczenia. Krzyż Komandorski ZŻWP otrzymali ppłk Zbigniew Hnatiuk i st. chor. Lech Molęda. Złoty Krzyż z Gwiazdą – ppłk Wojciech Łyszkiewicz, mjr Eugeniusz Panasewicz oraz por. Adam Łącki. Srebrny Krzyż otrzymał chor. Jerzy Zaykowski, Złoty Krzyż 45-lecia – płk Kazimierz Korecki i płk Andrzej Machlowski. Medale 45-lecia – mjr Janusz Gałan oraz kpr. Tomasz Karolczak. Cała uroczystość objęta została patronatem Ministra Spraw Wewnętrznych i Administracji.